# صموئيل رويز
صموئيل رويز (بالإسبانية: Samuel Ruiz García)‏ هو ناشط حقوق الإنسان مكسيكي، ولد في 3 نوفمبر 1924 في إيرابواتو في المكسيك، وتوفي في 24 يناير 2011 في مدينة مكسيكو في المكسيك. اشتهر رويز بدوره كوسيط خلال الصراع بين جيش زاباتيستا للتحرر الوطني والحزب الثوري المؤسساتي، وهو حزب سياسي مكسيكي وضع قبضته على السلطة لأكثر من سبعين عامًا، وكانت سياساته في كثير من الأحيان مسيئةً للسكان الأصليين في تشياباس. مستلهمةً من لاهوت التحرير، الذي اكتسح الكنيسة الرومانية الكاثوليكية في أمريكا اللاتينية بعد ستينيات القرن العشرين، ساعدت أبرشية رويز مئات الآلاف من سكان المايا الأصليين في تشياباس الذين كانوا من أفقر المجتمعات المهمشة في المكسيك.

## نشأته والمدرسة اللاهوتية
كان صموئيل رويز غارسيا البكر بين خمسة أطفال، وُلد في 3 نوفمبر 1924 في غواناخواتو، المكسيك، لأم تدعى غوادالوبي غارسيا، والتي عملت كخادمة لعائلات الطبقة العليا، وأب يدعى ماكلوفيو رويز ميخيا، والذي كان عاملًا زراعيًا. نشأ رويز ككاثوليكي في أسرة متواضعة خلال حرب كريستيروس، وهو الوقت الذي كانت الكنيسة تتعرض فيه للاضطهاد وقُتل في المكسيك أثناء ذلك العديد من الأشخاص أو اغتِيلوا من قبل الحكومة المناهضة للكاثوليكية.
في سن الخامسة عشرة، أكمل رويز المدرسة الثانوية ومدرسة اللاهوت في ليون في غواناخواتو. تابع دراسته في الجامعة اليسوعية الغريغورية في روما حيث ركز على الكتاب المقدس، وحصل على الدكتوراه في عام 1952. في عام 1949، حصل على ترسيمه في الكهنوت.

## الكهنوت
بعد حصوله على الدكتوراه في الفلسفة واللاهوت من الجامعة الغريغورية، عاد رويز إلى غواناخواتو حيث عمل مدرسًا في مدرسة ليون اللاهوتية. في عام 1960، رُسّم رويز أسقفًا لأبرشية سان كريستوبال دي لا كاساس في تشياباس المكسيكية، والتي بقي فيها حتى تقاعده في عام 2000. يقع معظم بلدة سان كريستوبال دي لا كاساس في مرتفعات ولاية تشياباس، وتضم إلى حد كبير مجتمعات فقيرة من السكان الأصليين الذين يتحدثون مجموعة متنوعة من لغات المايا.
في سنواته الأولى كأسقف، أيد رويز الآراء التقليدية للكنيسة والتبشير بالإنجيل. اعترف خطاب رويز الرعوي الأول بمخاطر الشيوعية التي تتطور في المكسيك، إذ كتب: «خلف عقيدة ترفع راية العدالة الاجتماعية، فالشيوعية تسقط في الأكاذيب والنفاق والخداع والتشهير». كانت الأساليب السابقة للتبشير داخل الأبرشية تتألف إلى حد كبير من ممارسات تنازلية، تتجه من الأعلى إلى الأسفل، وتركز على الأساليب الغربية للتغيير الاجتماعي. في كثير من الأحيان، كان المبشرون يطالبون بالاحترام والتبجيل من مجتمعات السكان الأصليين بدلًا من تبني عمليات تعزيز الوعي، الأمر الذي كان يتسق مع سياسة الحكومة في ذلك الوقت، ويوضع غالبًا تحت اسم «التنمية» و«تقديم الحضارة» إلى الهنود.

لم يمض وقت طويل على وصوله إلى سان كريستوبال حتى انطلق رويز على بغل للقيام بجولة في أبرشيته، زار فيها كل بلدة وقرية تقع تحت رعايته. اكتشف خلال رحلاته الفقر والتهميش غير المعقولَين اللذين لحقا بأبرشيته، وأدرك ما كان عليه الواقع الحقيقي للعديد من المجتمعات الأصلية في تشياباس. يعكس خطابه الرعوي لعام 1993 هذه التجربة، وقد علق فيه رويز على الإجراءات السابقة التي اتخذها هو وأبرشيته، معترفًا بأنها كانت مدمرة ثقافيًا وموضحًا أنه «لم يكن لدينا سوى معاييرنا من الاستعلاء العرقي للحكم على الأعراف والتقاليد. ودون أن ندرك ذلك، كنا إلى جانب أولئك الذين قمعوا السكان الأصليين». بدأ رويز في التعرف على هياكل القمع وتحديها ببطء، والتشكيك ببنية الحكومة والجيش، وأيضًا الشخصيات داخل الكنيسة الذين كانوا يعززون تلك الأنظمة. شجع رويز مجتمعات السكان الأصليين على التحكم بحياتهم، وأعلن بصراحة أن فقراء تشياباس كانوا ضحايا للقمع الهيكلي والعنف المؤسسي. تدريجيًا، خاض رويز سلسلة من تجارب التحول الديني التي دفعته إلى تولّي قضية سكان المايا الأصليين في أبرشيته وتطوير نهج يعتمد على تمازج الثقافات للتعامل مع الكاثوليكية الأصلية والتبشير بالإنجيل.
«تعلم رويز التحدث بأربع لغات للمايا».

### المجمع الفاتيكاني الثاني (1962-1965)
في عام 1962، انعقد المجمع الفاتيكاني الثاني (1962-1965)، وركز على المسؤولية الاجتماعية للمسيحيين وعلى فتح الكنيسة أمام التطور والحوار اللاهوتيين. شجع المجمع الفاتيكاني الثاني على ترجمة الخطب وقراءتها إلى المجتمعات بلغاتها المحلية وأن تكون الكنيسة أكثر انخراطًا في معالجة المشكلات الاجتماعية، مثل تلك التي تحدث في أمريكا الوسطى والجنوبية. بالنسبة لرويز، فإن مشاركته في مجمع الفاتيكان الثاني قد أتاحت له الوقت للتفكير في القرارات والإجراءات التي اتُّخذت في ظل إدارته، والتي أبعدته الآن إلى حد ما عن الحماس الساذج الذي كان يشعر به خلال سنواته الأولى كأسقف. كان المجمع الفاتيكاني الثاني هو الذي ألهم رويز بترجمة الكتاب المقدس إلى لغات السكان الأصليين المحلية وإلى التطبيق العملي، مع التركيز على التمازج الثقافي.

### مؤتمر ميدلين (1968)
في عام 1967، أصبح الأسقف رويز رئيسًا للجنة المكسيكية للأساقفة المعنية بالشعوب الأصلية، وفي عام 1968، عُيّن رئيسًا لقسم بعثات مؤتمر أساقفة أمريكا اللاتينية، الذي يُطلق عليه أيضًا اسم مؤتمر ميدلين. شغل هذا المنصب حتى عام 1972عندما وقع اختيار انتخابات الأمين العام على رئيس الأساقفة ألفونسو لوبيز تروخيو، الذي شرع في استبدال حلفائه المحافظين برؤساء الإدارات التقدميين، مثل رويز. ظهر من هذا المؤتمر الذي أُقيم في ميديلين، كولومبيا عام 1968 إجماع على أن جذور الفقر والقمع في أمريكا اللاتينية تعود إلى مشكلة منهجية، هذه المشكلة التي نشأت عن أخلاقيات التوسع والتنمية العائدة إلى إمبريالية الولايات المتحدة. وجد رويز بعض التقارب بين اهتمام الأساقفة المتزايد بالفقراء والمحرومين والمناهج الماركسية في التحليل الطبقي، والتي أكدت أن الصراع الكبير بين «رأس المال» و«العمل» يعود في أصله إلى استغلال العمال من قبل «رجال الأعمال الذين يعتمدون مبدأ تحقيق أقصى الأرباح». وجد هذا التحليل أيضًا دعمًا في نظرية التبعية، والتي تعني أن اقتصاد بعض الدول مشروط بتطور أو توسيع اقتصاد آخر يخضع له الأول. أدان الكثيرون في الكنيسة الكاثوليكية هذه الأفكار باعتبارها شيوعيةً، زاعمين أنها قوضت مهمة الكنيسة واختصرت الإنجيل إلى كتاب دنيوي بحت. استجابت لذلك أيضًا حكومتا الولايات المتحدة وأمريكا اللاتينية بعدائية وتهديد. دعمت الولايات المتحدة جيوش أمريكا اللاتينية في أساليبها باغتيال أولئك الذين أيدوا لاهوت التحرير وشن حرب منخفضة الشدة ضد جماعات حروب العصابات.

### التغييرات في أبرشية تشياباس في ضوء لاهوت التحرير
بدأت أبرشية سان كريستوبال دي لا كاساس (تشياباس)، تحت إشراف صموئيل رويز، بإعادة تعريف أساليب التبشير والتخلي عن النهج التقليدي المتمثل في جعل الشعوب الأصلية «أوروبية»، وبدلًا من ذلك عملت على تجسيد الإنجيل في الثقافة المحلية لكل مجتمع. توقف المبشرون عن إيصال «كلام الله» إلى المجتمعات التي عملوا معها، بل سعوا إلى دمج الإنجيل مع التقاليد الثقافية والحياة اليومية للسكان الأصليين. وكان ذلك يعني أن عليهم الالتزام بتعلم ثقافة ولغات تشياباس، وتنظيم القداسات الكنسية والمناقشات في لغات السكان الأصليين، والعمل على المزج الثقافي للعادات المحلية التي يمكن دمجها في كلام الله. من خلال القيام بذلك، وترجمة الكتاب المقدس إلى لغات السكان الأصليين، سمح هذا العمل لفقراء سان كريستوبال بأن يحددوا أوجه التشابه بين تجاربهم الخاصة من الاضطهاد مع تلك الموجودة في مقاطع الكتاب المقدس، وأبرزها «الخروج». وبدلًا من التركيز فقط على الشؤون الدينية التي كانوا مقيدين بها سابقًا، بدأ المبشرون بتعزيز مناقشة المسائل الاقتصادية والسياسية التي أثرت على حياة الناس اليومية. استُبدل الإجلال الذي كان مطلوبًا بهذه الأساليب الجديدة لعلماء الدين، وبتطوير المجتمعات الأساسية، ما أدى إلى بناء إطار للتفكير والعمل الجماعي. توقف الفقراء من السكان الأصليين عن قبول «الأجور المنخفضة التي كانوا يكسبونها في المزارع، والافتقار إلى الأمن في سندات ملكية أراضيهم، وفساد الوكالات الحكومية، وانتهاكات التجار وملاك الأراضي»، واستخدموا بدلاً من ذلك «إيمانهم الديني وتفسيرهم للكتاب المقدس لإيجاد حلول ملموسة للمشاكل العاجلة».
في عام 1989، أسس الأسقف رويز مركز فراي بارتولومي دي لا كاساس لحقوق الإنسان، لصد العنف المتزايد ضد الناشطين من السكان الأصليين والمزارعين الموجودين في أبرشيته.

## وصلات خارجية
- صموئيل رويز على موقع IMDb (الإنجليزية)